# 车盛民
车胜民（1979年6月12日—），大韩民国歌手。 1997年以C2K《Coast & Koast》出道，1998年到2000年为高耀太成员。2007年曾在组合Dice中活动。 Dice解散后，他继续过着平凡的公司职员的生活，2018年以英文名Raymond发行了单曲专辑，再次回归歌手身份。